# بيدرو الثاني، كونت أورغل
بيدرو الثاني، كونت أورغل (1340 - يونيو 1408) كان كونت أورغل من 1347 حتى وفاته.

## السيرة الذاتية
كان الابن البكر لكونت خايمي الأول من أورغل وسيسيليا من كومينيا ابنة الكونت كومينيا وتورين برنارد السابع، ومع وفاة والده ورث ألقابه من أورغل وفيكونت أغر وبارون إنتنزا وأنتيلون؛ وبسبب صغر سنه أصبحت والدته في البداية كـ وصية عليه.
في عام 1363 تزوج بياتريس من كاردونا ابنة أوغو فولش دي كاردونا ثم عام 1376 تزوج مرة أخرى من مارغريت بالايولينا ابنة جيوفاني الثاني، ماركيز مونفيراتو.
في عام 1396، بعد أن أصبح مارتن دي أراغون ملك أراغون، واجه ماثيو، كونت فوا صهر خوان الأول ملك أراغون الذي غزا أراغون، ومع استطاع بيدرو دفعه إلى الوراء، وتوفي في بالاغوار في 1408،
كان لديه ابناً واحد من مارغريت بالايولينا:-
- خايمي الثاني كونت أورغل.